# Liste der Kulturdenkmäler in Oberschlettenbach
In der Liste der Kulturdenkmäler in Oberschlettenbach sind alle Kulturdenkmäler der rheinland-pfälzischen Ortsgemeinde Oberschlettenbach aufgeführt. Grundlage ist die Denkmalliste des Landes Rheinland-Pfalz (Stand: 14. August 2023).

## Denkmalzonen
| Bezeichnung          | Lage | Baujahr                                 | Beschreibung | Bild            |
| -------------------- | --- | --------------------------------------- | --- | --------------- |
| Denkmalzone Ortskern | August-Becker-Straße (alle Nummern), Bergstraße 1–5, Glimbornstraße 1–15, Langwiesenstraße (alle Nummern) Lage | 18. bis zum Anfang des 20. Jahrhunderts | malerisches, geschlossenes Ortsbild des 18. bis zum Anfang des 20. Jahrhunderts; überwiegend Fachwerk-Wohnhäuser, oft mit sehr gut erhaltenen, offenen Hofanlagen, darunter Einfirstanlagen und Unterstallhäuser; einer der am besten erhaltenen historischen Ortskerne im Pfälzerwald | Fotos hochladen |

## Einzeldenkmäler
| Bezeichnung  | Lage                        | Baujahr                     | Beschreibung | Bild            |
| ------------ | --------------------------- | --------------------------- | --- | --------------- |
| Wohnhaus     | August-Becker-Straße 5 Lage | 18. Jahrhundert             | barockes Fachwerkhaus, teilweise massiv, 18. Jahrhundert                                                                                | Fotos hochladen |
| Hofanlage    | August-Becker-Straße 6 Lage | 18. Jahrhundert             | barocke Hofanlage, 18. Jahrhundert; Wohnhaus, bezeichnet 1841 (Umbau) und Scheune, bezeichnet 1779, teilweise Fachwerk, Krüppelwalmdach | Fotos hochladen |
| Wohnhaus     | August-Becker-Straße 8 Lage | um 1800                     | nachbarockes Fachwerkhaus, teilweise massiv, Stallteil, Krüppelwalmdach, um 1800                                                        | Fotos hochladen |
| Wohnhaus     | August-Becker-Straße 9 Lage | 18. Jahrhundert             | barockes Fachwerkhaus mit Stallteil, 18. Jahrhundert                                                                                    | Fotos hochladen |
| Gemeindehaus | Bergstraße 2 Lage           | 1900                        | eingeschossiger Krüppelwalmdachbau mit Dachreiter, Heimatstil, bezeichnet 1900                                                          | Fotos hochladen |
| Hofanlage    | Bergstraße 5 Lage           | 18. Jahrhundert             | Streckhof, 18. Jahrhundert; Fachwerkwohnhaus, Unterstallhaus, teilweise Fachwerk, bezeichnet 1748                                       | Fotos hochladen |
| Hofanlage    | Glimbornstraße 1a Lage      | Anfang des 19. Jahrhunderts | Einfirstanlage, teilweise Fachwerk, Anfang des 19. Jahrhunderts                                                                         | Fotos hochladen |
| Wohnhaus     | Glimbornstraße 2 Lage       | Anfang des 18. Jahrhunderts | barockes Fachwerkhaus, teilweise massiv, wohl vom Anfang des 18. Jahrhunderts                                                           | Fotos hochladen |
| Wohnhaus     | Langwiesenstraße 1 Lage     | 18. Jahrhundert             | barockes Fachwerkhaus über Hochkeller, 18. Jahrhundert; Nebengebäude                                                                    | Fotos hochladen |
| Hofanlage    | Langwiesenstraße 3 Lage     | 18. Jahrhundert             | barocke Einfirstanlage, Fachwerk verkleidet, wohl aus dem 18. Jahrhundert                                                               | Fotos hochladen |
| Hofanlage    | Langwiesenstraße 10 Lage    | 18. Jahrhundert             | barocke Hofanlage, 18. Jahrhundert; Einfirstanlage, teilweise Fachwerk                                                                  | Fotos hochladen |